# La Chapelle-Glain
La Chapelle-Glain är en kommun i departementet Loire-Atlantique i regionen Pays de la Loire i nordvästra Frankrike. Kommunen ligger i kantonen Saint-Julien-de-Vouvantes som tillhör arrondissementet Châteaubriant. År 2022 hade La Chapelle-Glain 811 invånare.

## Befolkningsutveckling
Antalet invånare i kommunen La Chapelle-Glain
| Referens: INSEE |